# Philippe Van Volckxsom
Philippe Van Volckxsom, född 1 maj 1898 i Bryssel, död 24 december 1938 i Bryssel, var en belgisk hastighetsåkare på skridskor. Han deltog i de olympiska spelen i Chamonix 1924. Som bäst kom han på tjugonde plats på 1 500. Han spelade ishockey för Belgien under två OS, i Antwerpen 1920 och i Chamonix 1924.
Som roddare deltog han i sommarolympiaden i Amsterdam 1928.